# Masmughan
 (janvier 2017).
Si vous disposez d'ouvrages ou d'articles de référence ou si vous connaissez des sites web de qualité traitant du thème abordé ici, merci de compléter l'article en donnant les références utiles à sa vérifiabilité et en les liant à la section « Notes et références ».
Masmughan (« Chief Magian » ou « Great one of the Magians ») était un titre Sassanide qui existait au VIIe siècle après J.-C. Ce titre est probablement l'équivalent d'un gouverneur de district ou de région.
L'effondrement des Sassanides a conduit à la montée de plusieurs dynasties indépendantes dans le Tabarestan. Un certain Karen-Pahlav nommé Mardanshah, a porté le titre de Masmughan et a dirigé les régions de Damavand et de Larijan ainsi que de leurs proches environs. Ses successeurs contrôlèrent la zone jusqu'en 760 lorsque la région fut conquise par les Arabes.